# Fermín Donazar
Fermín Walter Donazar Zabalza (ur. 11 stycznia 1933 w Montevideo, zm. 27 września 2018 tamże) – urugwajski lekkoatleta specjalizujący się w skoku w dal, dwukrotny uczestnik letnich igrzysk olimpijskich (Melbourne 1956, Rzym 1960).
W 1956 zakwalifikował się do finału olimpijskiego w skoku w dal, zajmując ostatecznie 12. miejsce. Cztery lata później ponownie wystąpił na olimpiadzie, nie zdobył jednak awansu do finału konkursu skoku w dal.
Wielokrotnie startował w mistrzostwach Ameryki Południowej, zdobywając cztery medale: trzy złote (1954, 1956, 1958) oraz brązowy (1961).
W 1955 zajął 7. miejsce w trójskoku oraz 8. miejsce w skoku w dal podczas igrzysk panamerykańskich, rozegranych w Meksyku.
Rekord życiowy w skoku w dal: 7,31 m (1956)